# Wyomia Tyus
Wyomia Tyus (Griffin, 29 de agosto de 1945) é uma ex-velocista e campeã olímpica norte-americana. Ela foi a primeira atleta a conquistar o bicampeonato olímpico nos 100 m rasos, feito este depois seguido por apenas quatro atletas na história olímpica, Carl Lewis, Gail Devers, Shelly-Ann Fraser e Usain Bolt.
Aos 19 anos, estudante da Universidade Estadual do Tennessee (TSU), onde ela e outras velocistas, atuais e futuras campeãs olímpicas, eram conhecidas como Tigerbelles, participou dos Jogos de Tóquio 1964, competindo nos 100 m; durante as eliminatórias, igualou o recorde mundial vigente de Wilma Rudolph, campeã olímpica em Roma 1960 e uma das Tigerbelles, o que a fez favorita à medalha de ouro na final, onde sua maior adversária era a compatriota Edith McGuire, outra Tigerbelle, todas corredoras da TSU. Wyomia venceu a final, com 0s02 de diferença para McGuire, ganhando sua primeira medalha de ouro olímpica. McGuire seria campeã olímpica dos 200 m. Wyomia ainda ganharia  uma medalha de prata no revezamento 4x100m, uma prova onde as três primeiras colocadas, Polônia, Estados Unidos e Grã-Bretanha, quebraram o recorde mundial vigente.
No ciclo olímpico posterior, ela venceu vários campeonatos nacionais nos Estados Unidos e conquistou um ouro nos 200 m dos Jogos Pan-Americanos de 1967, em Winnipeg. Nos Jogos Olímpicos seguintes, Cidade do México 1968, voltou a competir para defender seu título e tornou-se bicampeã olímpica dos 100 m estabelecendo novo recorde mundial para a distância, 11s08, primeiro atleta a conquistar dois títulos olímpicos consecutivos nos 100 m rasos. Também correu a final dos 200 m, chegando em sexto lugar, e completou sua coleção de ouros olímpicos com uma vitória integrando o 4x100 m, junto com Margaret Bailes, Barbara Ferrell e Mildrette Netter, que quebrou o recorde mundial conquistado pelas polonesas em Tóquio 1964. Após a vitória, ela dedicou sua medalha de ouro no revezamento a Tommie Smith e John Carlos, vencedor e terceiro colocado nos 200 m rasos, que foram expulsos dos Jogos após fazerem a saudação Black Power com luvas negras no pódio, uma cena que correu o mundo todo e foi o ápice da tensão racial existente durante aqueles Jogos.  Wyomia encerrou sua participação em Olimpíadas ali, com três medalhas de ouro e três recordes mundiais.
Em 1973, foi convidada  a participar do circuito profissional de corridas da International Track Association. Em seu primeiro ano, ganhou oito de dezoito provas; no segundo ano, ganhou todas as 22 corridas de que participou e retirou-se definitivamente do atletismo. Tornou-se técnica de atletismo de escola secundária em Beverly Hills e uma das fundadoras da Women's Sports Foundation, associação sem fins lucrativos criada pela ex-tenista Billie Jean King para ajudar as mulheres no esporte em geral.
Com três medalhas de ouro e uma de prata, ela é a atleta norte-americana mais bem-sucedida na história dos Jogos Olímpicos, igualada apenas duas décadas mais tarde por Florence Griffith-Joyner.